# 拱北口岸
拱北口岸（こうほく こうがん、中国語: 拱北口岸、ポルトガル語: Porto de Gongbei）は中華人民共和国広東省珠海市香洲区とマカオ特別行政区の間に位置する出入国検査場。
珠海市南端の拱北迎賓大道南端に位置し、マカオ側の検査場は関閘と称される。開設されたのは1849年。
現在運用されている拱北口岸聯検大楼は1999年6月に完成し、敷地面積は16万平方メートル、建築面積は8.5万平方メートルであり、4.5億人民元を投じて建設された。
2006年の出入国者は延べ7,650万人である。
マカオ・珠海市間の往来に用いられる代表的なルートであり、春節などの休日の前後には大変混雑する。
広珠都市間鉄道の珠海駅に隣接しており、広州南駅と結ばれている。また珠海有軌電車2号線が口岸まで建設中である。